# Fernando Tinajero
Fernando Tinajero (Quito, 1940) es un ensayista, novelista y catedrático ecuatoriano. Su obra examina el papel de los intelectuales, la sociedad, el arte y la literatura en el Ecuador. En 2015 recibió el Premio Nacional Eugenio Espejo por parte del presidente de la república en honor a sus logros en el ámbito literario.

## Reseña biográfica
Realizó sus estudios superiores en la Universidad Carolina, en la ciudad de Praga.
Durante la década de los 60 fue uno de los principales promotores del movimiento cultural tzántzico, además de haber integrado el llamado Frente Cultural. También editó la revista Indoamérica, nuevo pensamiento de un pueblo nuevo y formó parte del equipo editorial de la revista La bufanda del sol, junto a destacadas personalidades literarias de la época.
Su primera obra fue el libro de ensayos Más allá de los dogmas, publicado en 1967 por la Casa de la Cultura Ecuatoriana.
En 1976 ganó el Premio Nacional de Novela organizado por la Universidad Central del Ecuador como conmemoración de sus 150 años de fundación con su novela El desencuentro. El jurado estuvo integrado por los escritores Mario Benedetti, Manuel Corrales y Alfredo Pareja Diezcanseco. La novela fue publicada el mismo año, con una versión aumentada y definitiva en 1983. La trama de la misma trata con tono irónico las pericias de un grupo de jóvenes influenciados por ideas marxistas que intentan, fallidamente, producir cambios sociales en Ecuador.
Su segunda novela, El cuaderno azul, obtuvo una mención de honor en la edición de 2015 del Premio La Linares de Novela Breve. La obra, que sigue la historia de un jubilado solitario que encuentra un diario lleno de confesiones prohibidas de un religioso, fue publicada en enero del año siguiente.

## Obras

### Ensayos
Entre sus libros de ensayos destacan:
- Más allá de los dogmas (1967)
- Aproximaciones y distancias (1985)
- Teoría de la cultura nacional (1986)
- De la evasión al desencanto (1989)
- Para una teoría del simulacro (1991)
- Un problema mal planteado (1995)
- Un hombre, una época, un libro (2004)
- El último decapitado (2009)
- Gangotena y la cultura nacional (2011)
- El siglo de Carrión y otros ensayos (2014)[9]

### Novelas
- El desencuentro (1976)
- El cuaderno azul (2016)